# 町田メロメ
町田 メロメ（まちだ メロメ）は、日本の漫画家、イラストレーター。

## 経歴
イラストレーターである父親の影響を受け、幼少期から絵を描き始める。美術系高校を卒業後、会社員をしながらイラストレーターとして活動を開始（現在は退社）。ウェブ媒体やアーティストのジャケット挿入画など、幅広い媒体で活躍している。
また、2018年より、Webメディア「アリシー（現ママテナ）」にて『GoGo! ロマンティック街道』連載するなど漫画家としても活動中。

## 作品リスト

### 連載
- GoGo! ロマンティック街道（『アリシー』2018年7月18日 - 11月28日）
- 三拍子の娘（『eBookJapan』2020年2月 - 2024年1月）
- 最後の中学生（『CHANTO WEB』2020年10月20日 - 2022年11月19日）

### 読み切り
- 圭一郎の猫（『コミックビーム』2022年4月号付属冊子「コミックビーム アルバ 2022 SPRING」[3]）
- S.OO(W)（『もぐらホリデ〜』Vol.1[4][注釈 1]、2023年）

### 書籍
- 『三拍子の娘』DU BOOKS、全3巻
  1. 2021年4月9日発売[5]、ISBN 978-4-86647-138-9
  2. 2022年6月24日発売[6]、ISBN 978-4-86647-170-9
  3. 2024年6月28日発売[7]、ISBN 978-4-86647-220-1

## 音楽活動
- 『ハローアゲイン(feat. 町田メロメ)』ロースケイ（2019年10月14日）
- 『春は瞬いているか (feat. 町田メロメ)』 ロースケイ（2018年3月25日）

## 受賞
- MUSIC ILLUSTRATION AWARD 2016ノミネート[8]
- 「CREA夜ふかしマンガ大賞」（2022、文藝春秋） 5位（『三拍子の娘』）
- 「THE BEST MANGA 2022 このマンガを読め！」20位（『三拍子の娘』）
- 「このマンガがすごい！2022」（宝島社）オンナ編14位（『三拍子の娘』）

## イベント登壇
「三拍子の娘3巻刊行記念　町田メロメ×つづ井トークイベント」（2024年7月14日　青山ブックセンター本店）